# Jack Stephens (cestista)
John Francis Stephens, detto Jack (Chicago, 18 maggio 1933 – Peoria, 31 agosto 2011), è stato un cestista statunitense, professionista nella NBA.

## Carriera
Venne selezionato dai Milwaukee Hawks al secondo giro del Draft NBA 1955 (7ª scelta assoluta).